# 1969 en els vols espacials
Aquest article és una llista d'esdeveniments de vols espacials relacionats que es van produir el 1969. En aquest any es va veure per primer cop, el pas humà en un altre món. El 21 de juliol de 1969, l'Apollo 11 va desplegar el Eagle LM per aterrar sobre la superfície de la Lluna. L'èxit de l'Apollo 11 va veure els esforços de 400.000 científics i tècnics de la NASA. Hi va haver altres èxits amb el programa d'acoblament soviètic de dos naus espacials tripulades i l'èxit de les seves sondes a Venus i la Lluna. Tot i així, el programa lunar soviètic va patir problemes amb el coet N1 explotant a la zona de llançament.

## Llançaments
| Data/Hora de Llançament  | Coet                   | Zona Llançament                                          | Contractista del Llançament | Càrrega                                          | Operador | Òrbita                                       | Funció Missió                                                                    | Destrucció Reentrada                        | Resultat      | Comentaris                                                                                                 |
| ------------------------ | ---------------------- | -------------------------------------------------------- | --------------------------- | ------------------------------------------------ | -------- | -------------------------------------------- | -------------------------------------------------------------------------------- | ------------------------------------------- | ------------- | --- |
| 14 de gener 07:30 GMT    | Soyuz (R-7/A-2)        | LC-31 Baikonur                                           | RVSN                        | Soiuz 4, 1 Cosmonauta (Vladímir Xatàlov)         | RVSN     | LEO                                          | Vol orbital tripulat                                                             | 17 de gener de 1969                         | Reeixit       | Primer acoblament entre dos naus espacials tripulades (amb el Soiuz 5)                                     |
| 15 de gener 07:04 GMT    | Soyuz (R-7/A-2)        | LC-1/5 Baikonur                                          | RVSN                        | Soiuz 5, 2 Cosmonauts                            | RVSN     | LEO                                          | Vol orbital tripulat                                                             | 18 de gener de 1969                         | Reeixit       | Primer acoblament entre dos naus espacials tripulades (amb el Soiuz 4)                                     |
| 3 de març 16:00 GMT      | Saturn V (C-5)         | LC-39A Kennedy                                           | NASA                        | Apollo 9 CSM Gumdrop 3 astronautes               | NASA     | LEO                                          | Vol orbital tripulat                                                             | 13 de març de 1969                          | Reeixit       | |
| 3 de març 16:00 GMT      | Saturn V (C-5)         | LC-39A Kennedy                                           | NASA                        | Apollo 9 LM Spider                               | NASA     | LEO                                          | Prova de nau espacial                                                            | 13 de març de 1969                          | Reeixit       | Primer prova tripualada del mòdul lunar                                                                    |
| 18 de maig 16:49 GMT     | Saturn V (C-5)         | LC-39B Kennedy                                           | NASA                        | Apollo 10 CSM Charlie Brown 3 astronautes        | NASA     | Òrbita lunar                                 | Vol orbital lunar tripulat                                                       | 26 de maig de 1969                          | Reeixit       | "Assaig general" dels desembarcaments de la Lluna                                                          |
| 18 de maig 16:49 GMT     | Saturn V (C-5)         | LC-39B Kennedy                                           | NASA                        | Apollo 10 LM Snoopy                              | NASA     | Òrbita lunar, llavors l'òrbita heliocèntrica | Prova de nau espacial                                                            | N/A                                         | Reeixit       | Primera prova tripulada del mòdul lunar en l'òrbita lunar                                                  |
| 27 de juny 22:58 GMT     | Black Arrow            | Woomera                                                  | RAE                         | (cap)                                            | N/A      | N/A                                          | Prova de vehicle de llançament                                                   | N/A                                         | Error         | Autodestrucció activada pel RSO després de pèrdua de control                                               |
| 3 de juliol              | N-1                    | Soviet Union                                             | Programa espacial soviètic  | (desconegut)                                     | N/A      | N/A                                          | Prova de vehicle de llançament                                                   | N/A                                         | Error         | Va explotar a causar de als motors defectuosos i un pern que va ser absorbit per una bomba de combustible. |
| 16 de juliol 13:32 GMT   | Saturn V (C-5)         | LC-39A Kennedy                                           | NASA                        | Apollo 11 CSM Columbia 3 astronautes             | NASA     | Òrbita lunar                                 | Vol orbital lunar tripulat                                                       | 24 de juliol de 1969                        | Reeixit       | |
| 16 de juliol 13:32 GMT   | Saturn V (C-5)         | LC-39A Kennedy                                           | NASA                        | Apollo 11 LM Eagle                               | NASA     | Òrbita lunar                                 | Allunatge tripulat                                                               | 20 de juliol de 1969                        | Reeixit       | Primer aterratge tripulat a la Lluna                                                                       |
| 20 de juliol 21:54 GMT   | Apollo LM Ascent Stage | Apollo 11 LM Descent Stage Mare Tranquillitatis La Lluna | NASA                        | Apollo 11 LM Ascent Stage Eagle 2 astronautes    | NASA     | Òrbita lunar                                 | Retorn dels astronautes de l'Apollo 11 al CSM per al viatge de retorn a la Terra |                                             | Reeixit       | Primera nau espacial enlairada des de la Lluna                                                             |
| 11 d'octubre 11:10 GMT   | Soyuz (R-7/A-2)        | LC-31/6, Baikonur                                        | RVSN                        | Soiuz 6, 2 Cosmonautes                           | RVSN     | LEO                                          | Vol orbital tripulat                                                             | 16 d'octubre de 1969                        | Error parcial | Encontre amb el Soiuz 7 i 8 sense èxit per problemes elèctrics.                                            |
| 12 d'octubre 10:44 GMT   | Soyuz (R-7/A-2)        | LC-1/5, Baikonur                                         | RVSN                        | Soiuz 7, 3 Cosmonautes                           | RVSN     | LEO                                          | Vol orbital tripulat                                                             | 16 d'octubre 1969                           | Error parcial | Encontre amb el Soiuz 6 i 8 sense èxit per problemes elèctrics.                                            |
| 13 d'octubre 10:19 GMT   | Soyuz (R-7/A-2)        | LC-31/6, Baikonur                                        | RVSN                        | Soiuz 8, 2 Cosmonautes                           | RVSN     | LEO                                          | Vol orbital tripulat                                                             | 16 d'octubre 1969                           | Error parcial | Encontre amb el Soiuz 6 i 7 sense èxit per problemes elèctrics.                                            |
| 14 de novembre 16:22 GMT | Saturn V (C-5)         | LC-39A Kennedy                                           | NASA                        | Apollo 12 CSM Yankee Clipper 3 astronautes       | NASA     | Òrbita lunar                                 | Vol orbital lunar tripulat                                                       | 24 de novembre de 1969                      | Reeixit       | |
| 14 de novembre 16:22 GMT | Saturn V (C-5)         | LC-39A Kennedy                                           | NASA                        | Apollo 12 LM Intrepid                            | NASA     | Òrbita lunar                                 | Allunatge tripulat                                                               | 18 de novembre de 1969 GMT                  | Reeixit       | Es van recuperar parts del Surveyor 3                                                                      |
| 20 de novembre 04:26 GMT | Apollo LM Ascent Stage | Apollo 12 LM Descent Stage Oceanus Procellarum La Lluna  | NASA                        | Apollo 12 LM Ascent Stage Intrepid 2 astronautes | NASA     | Òrbita lunar                                 | Retorn dels astronautes de l'Apollo 12 al CSM per al viatge de retorn a la Terra | 20 de novembre de 1969 12:17 GMT a la Lluna | Reeixit       | |

## Encontres espacials
- 16 maig — La sonda atmosfèrica Venera 5 va funcionar 53 min en l'atmosfera de venusiana
- 17 maig — La sonda atmosfèrica Venera 6 va funcionar 51 min en l'atmosfera de venusiana
- 21 maig — L'Apollo 10 va completar 31 òrbites lunars (15,4 km)
- 20 juliol — L'Apollo 11, 22 kg de Mare Tranquillitatis (missió de retorn de mostres)
- 21 juliol — El Luna 15 va impactar al Mare Crisium (missió de retorn de mostres)
- 5 agost— El Mariner 6 va realitzar un sobrevol de Mart, 25 imatges properes (3,412 km)
- 5 agost — El Mariner 7 va realitzar un sobrevol de Mart, 33 imatges properes (3,543 km)
- 11 agost — El Zond 7 va realitzar un vol circunlunar (1,984 km)
- 19 novembre — L'Apollo 12, 34 kg de Oceanus Procellarum (missió de retorn de mostres)